# Deletionsmutagenese
Eine Deletionsmutagenese (englisch deletion mutagenesis) ist die gentechnische Entfernung von Sequenzen aus der DNA durch Genmutation. Im Gegensatz zur Insertionsmutagenese wird dabei eine klonierte DNA-Sequenz entsprechend einer Exzision oder Deletion verkürzt. Die zu entfernende Sequenz kann sich am Ende der Sequenz oder innerhalb des DNA-Moleküls befinden.

## Durchführung
Mithilfe eines Restriktionsenzyms wird die DNA-Sequenz an den Enden des DNA-Stranges oder mitten im Strang geschnitten. Die so entstandenen DNA-Fragmente können mit anderen Fragmenten, welche komplementäre klebrige Enden (engl. sticky ends) oder stumpfe Enden (engl. blunt ends) besitzen, mithilfe einer Ligase verknüpft werden.
Wenn der Vorgang der Deletion mit verschiedenen Sequenzen durchgeführt wurde und die verschiedenen entstandenen Fragmente dann zusammengefügt werden, entsteht eine neue DNA-Sequenz mit neuer Eigenschaft. Diese kann für eine Genexpression (meist Protein) neuer Proteinstruktur codieren.

## Anwendung
Mithilfe der Deletionsmutagenese können neue Proteine aus verschiedenen Domänen hergestellt werden. Unerwünschte Eigenschaften oder Bindestellen können gezielt entfernt werden, damit zum Beispiel Nebenwirkungen bei biotechnologisch hergestellten Proteinen weniger auftreten.
Beispielsweise kann durch eine Deletion die Hormonbindedomäne eines Transkriptionsfaktors an ein anderes Protein gekoppelt oder auch entfernt werden.